# Brunellia penderiscana
Brunellia penderiscana är en tvåhjärtbladig växtart som beskrevs av José Cuatrecasas. Brunellia penderiscana ingår i släktet Brunellia och familjen Brunelliaceae. Inga underarter finns listade i Catalogue of Life.